# Metakognition
Metakognition kan definieras som de tankeprocesser som handlar om ens egna tankeprocesser. Det innebär att man är medveten om en del av sina egna tankar. Man kan likt en inre handledare undersöka hur de egna tankarna angriper ett problem, bedöma hur bra det går och styra dem om de skenar iväg eller kommer in på ett ofruktbart spår. Senare definitioner betonar att metakognition även syftar till mer komplexa kognitiva processer, såsom att kombinera olika typer av information för att bilda en representation av sig själv .  
Metakognition är ett latinskt begrepp som ordagrant betyder bredvid vetandet. Begreppet syftar på medvetenheten om de egna kognitiva färdigheterna, enkelt uttryckt är det fråga om tankeprocesser som handlar om det egna tänkandet eller handlandet.
Neurologiskt är metakognition, liksom de övriga kognitiva förmågorna, lokaliserat till prefrontala cortex. Det vill säga hjärnbarken i pannlobens främre delar. Studier har med hjälp av magnetencefalografi (MEG) och tillförsel av dopamin visat att dopamin aktiverar metakognitionen ifråga om självmedvetenhet och autonoetisk metakognition (medveten aktivitet i det episodiska systemet då man för en medveten kognitiv process om händelser i det förflutna eller i framtiden).
Förmågan till metakognition verkar utvecklas med åldern och har kopplats till theory of mind vilket innebär förmågan att förstå skillnaden mellan egna och andras kunskaper, tankar och handlingar. Jag kan till exempel veta och förstå att någon vet andra saker, mer eller mindre, än jag själv. Liksom färdigheten att reflektera över andras tankar, utvecklas förmågan att reflektera över sitt eget tänkande hos yngre barn efter cirka 4-årsålden. Då gör den ökade inhiberingen att hjärnan blir bättre på att sortera kunskap, hålla uppmärksamheten fokuserad och sålla ut sådant som är oviktigt. Samtidigt klarar man av mer komplexa kognitiva uppgifter, som att reflektera, planera och bedöma.
Metakognition tycks vara en förmåga som är förbehållen människor och människoapor. En studie på kapucinapor visar dock att även de är kapabla till en jämförelsevis rudimentär metakognition. Aporna fick utföra enkla metakognitiva test som gick ut på att hitta mat efter att ha fått olika typer av information, eller ingen information, på förhand. Detta lyckades och i synnerhet om de fått visuell information.
Olika tillämpningar av metakognition är viktigt i alla typer av terapier. Som exempel kan det användas i form av självobservation (observerandet av sina egna tankar, känslor och handlingar) i behandling av patienter med suicidrisk. Syftet är att koppla den terapeutiska processen till det vardagliga livet. Konkret får patienten med hjälp av en egen loggbok anteckna sin status dag för dag i syfte att skapa överblick och komma fram till framgångsrika strategier.

## Metaminne och metainlärning
Metaminne och metainlärning är två former av metakognition. Metaminne innebär att vi kontinuerligt kan bedöma hur säkra vi är på våra minnen, bedöma om vi minns rätt eller fel. Metainlärning innebär förmågan att övervaka och bedöma pågående inlärning, hur bra eller dåligt vi kan något och vad vi bör göra för att förbättra inlärningen. Forskning om metainlärning kan bidra med viktiga nycklar till att utveckla pedagogiska teorier och redskap i undervisningssammanhang på olika nivåer. Som redskap används bland annat tankemodeller som identifierar de kognitiva mönster som används ur ett metaperspektiv.

## Klinisk relevans
Metakognitioner har setts förklara en stor del variansen i affektiva symtom, även hos barn. Dessa metakognitioner berör uppfattningar om och vanor kring ens egna tankar och sätt att fungera, exempelvis uppfattningen att oroande är hjälpsamt samt vanan att oroa sig efter att en negativ tanke dyker upp. Behandling som ämnar förändra dessa metakognitioner till mer adaptiva har visats vara framgångsrik för ett flertal affektiva tillstånd.

## Forskning om metakognition
Ett forskningslaboratorium på psykologiska institutionen, Stockholms universitet, arbetar med metaminne och metakognition. Forskningen är främst fokuserad på hur människor bedömer sitt eget lärande, samt hur dessa bedömningar påverkar deras beteenden i studiesituationer. Exempelvis handlar forskningen om hur människor bedömer att de har memorerat (eller inte memorerat) ny information, hur människor bedömer vad som kommer vara svårt eller lätt att lära sig, samt hur dessa metaminnesbedömningar påverkar hur människor fördelar sin studietid. Förutom detta studeras även självbiografiska minnen, som är en sorts metakognition eftersom det handlar om att överblicka perioder i det egna livet genom en rad kognitiva processer som minne, perception och språk. Forskningslabbet undersöker bland annat den fenomenologiska upplevelsen av självbiografiska minnen.